# Égouts

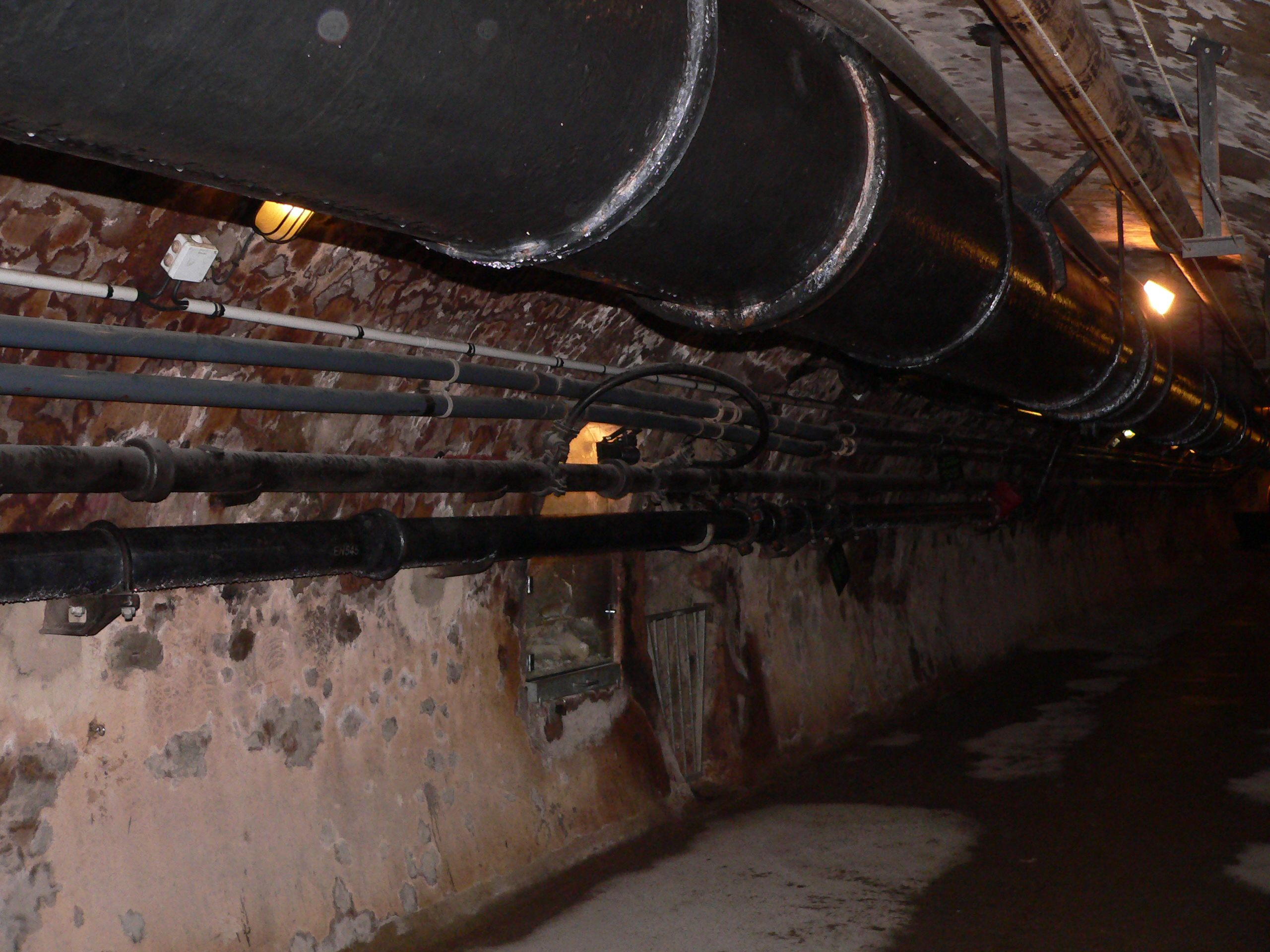
Égouts in Paris

Égouts (frz. égouts, dt. Abflüsse) werden in Frankreich Kanalisationsanlagen zur Ableitung von Abwässern genannt.
Berühmt ist das 2.400 Kilometer lange Pariser Kanalnetz zur Abwasserentsorgung mit seinen 18.000 Wartungsschächten und 26.000 Überwachungsöffnungen (Regards). Es ist gleichzeitig ein Be- und Entwässerungssystem, da es die Leitungen für Trinkwasser und für das unter anderem zur Straßenreinigung verwendete Brauchwasser aufnimmt. Es transportiert jährlich über eine Milliarde Kubikmeter Schmutz- und Regenwasser und wird von etwa 1000 Kanalarbeitern gewartet.
Rund 40.000 Besucher verschaffen sich jährlich durch eine Besichtigung der Pariser Egouts einen Einblick in die geschichtliche Entwicklung der Kanalisation und der Wasserversorgung der französischen Hauptstadt.

## Geschichte

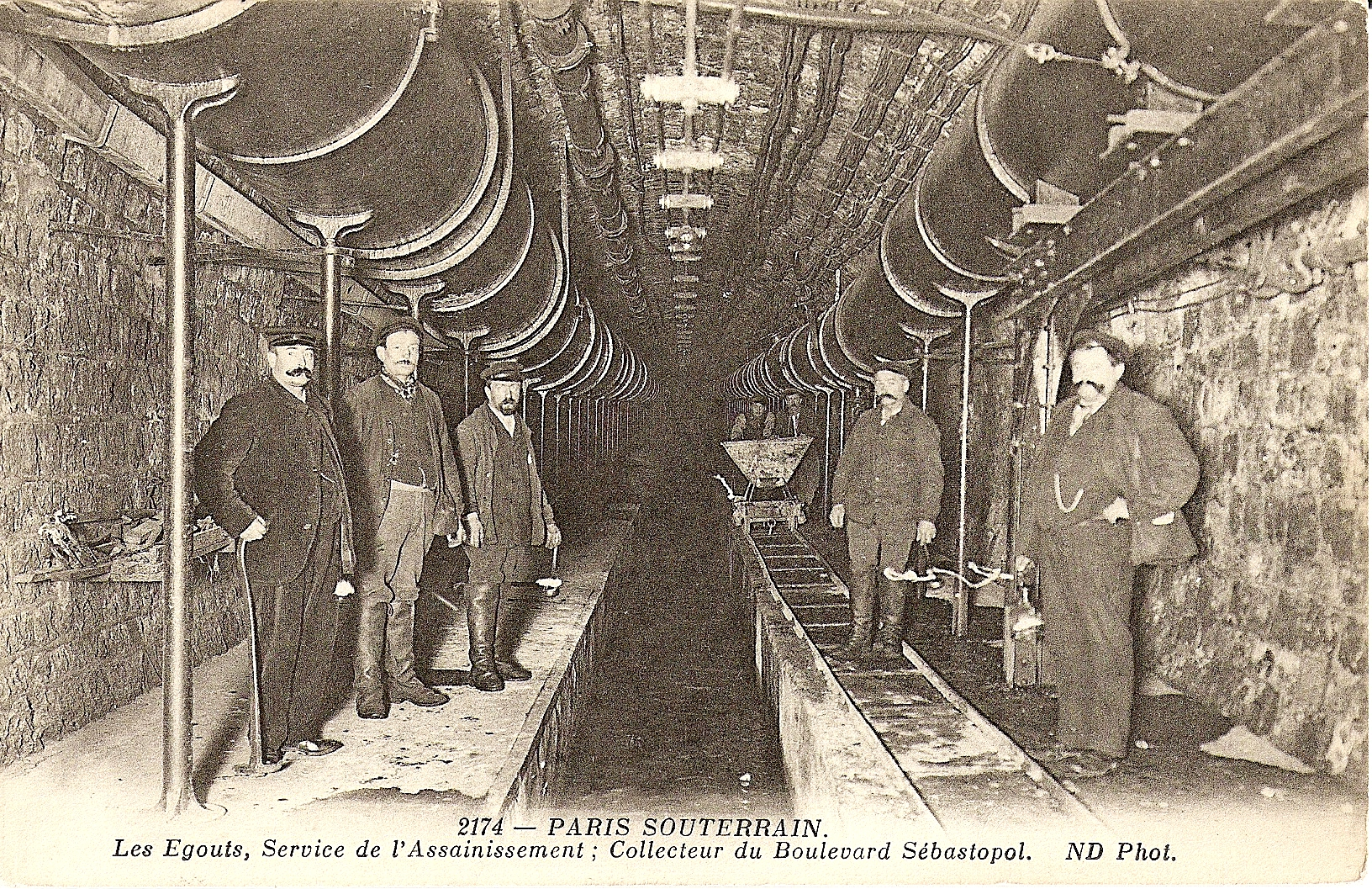
Abwassersammler und Arbeiter, Anfang des 20. Jahrhunderts

Die ersten Égouts von Paris wurden um 1350 gebaut, die ersten Kanäle, um Oberflächenwasser aufzunehmen und es in die Flüsse zu leiten. Vorher floss das Wasser mehr schlecht als recht die Straßen entlang, sammelte sich an den tiefsten Punkten und bildete dort infektiöse Kloaken.
Auf dem rechten Seineufer gab es einen Kanal, der in zwei Richtung abfloss, den Ruisseau de Ménilmontant, der später die Bezeichnung Grand Égout de Ceinture (großer Abflussgürtel) erhielt. Dieser Bach, dessen Gefälle uneinheitlich war, entsprang am Fuß des Hügels von Belleville, einem Westhang, folgte dem Fuß des Hangs und floss unterhalb der Rue Gaston-de-Saint-Paul in die Seine ab, der andere nahm den Weg nach Osten und in den Graben der Bastille; er wurde später bis zur Seine verlängert, wo er unterhalb der Pont d’Austerlitz in die Seine floss.
Auf dem linken Seineufer konnten die Oberflächenwasser im Osten in die Bièvre, in die Fossés Saint-Bernard (franz.Fossés, dt. Gräben) und die Fossés Saint-Victor abfließen, im Westen in den heutigen Égout Guénégaud, der unter den Häusern entlangführt. Dieser Égout, der nicht mehr in Betrieb ist, ergoss sich unterhalb des Tour de Nesle in die Seine.
Zwischen 1350 und 1618 wurden weitere Abflüsse gebaut, vor allem der an der  Rue Montmartre, der unter Karl VI. († 1422) gemauert und überdacht wurde, der von Le Ponceau, der den am dichtesten besiedelten Teil der Stadt durchquerte und an der Porte du Temple in den Grand Égout überging. Dieser Égout wurde 1605 teilweise gedeckelt, ebenso wie die Égouts der Rue Vieille du Temple (der Égout Courtille-Barbette), der Rue Sainte-Catherine, der Rue Saint-Louis und der Rue des Filles-du-Calvaire. Ein anderer Graben, der die Abwässer der Hallen aufnehmen sollte, floss in den Égout der Rue Montmartre ab.
1663 betrug die Gesamtlänge der abgedeckten Égouts 2353 Meter, der der offenen Égouts 8035 Meter, davon 6218 Meter für den Égout de Ceinture. Somit hatte man innerhalb von drei Jahrhunderten mehr als 10 Kilometer Kanäle oder Gräben gebaut. Wenn man berücksichtigt, dass die Stadt Mitte des 17. Jahrhunderts täglich nicht mehr als 1700 Kubikmeter Wasser verbrauchte, wird deutlich, wie wenig aktuell damals hygienische Fragen waren.
Gegen Ende des 18. Jahrhunderts betrug die Länge der überdachten Égouts 26.051 Meter und konnte bis 1824 lediglich um 11.043 Meter vergrößert werden. In der Gesamtlänge von 37.094 Metern sind offene Gräben von 1466 Metern enthalten.